# Клокушна
Клокушна (на румънски: Clocuşna) е село в Окницки район, северна Молдова. Населението му е 2093 души (2014 г.).
Разположено е на 257 m надморска височина в Молдовските възвишения, на 8 km северозападно от град Окница и на самата граница с Украйна, която го огражда от запад, север и изток.

## Известни личности
Родени в Клокушна
- Емил Лотяну (1936 – 2003), режисьор